# Ban Hyo-jin
Dans ce nom coréen, le nom de famille, Ban, précède le nom personnel.
Pour les articles homonymes, voir Ban.
Ban Hyo-jin (hangeul : 반효진 ; RR : Ban Hyojin ; MR : Pan Hyochin), née le 20 septembre 2007, est une tireuse sportive sud-coréenne. Elle se qualifie pour les Jeux olympiques d'été de 2024 et établit un record olympique lors de la qualification féminine à la carabine à air comprimé de 10 mètres.

## Jeunesse
Ban naît en 2007 et grandit à Daegu où elle fréquente la Daegu Dongwon Middle School, mais ne commence le tir sportif qu'en 2021, après avoir fait du taekwondo,. En juillet 2021, un ami lui suggère de faire partie de l’équipe de tir de l’école. Elle intègre l'équipe et après deux semaines, « réalise qu'elle a du talent en tir ».

## Carrière
Deux mois après avoir essayé ce sport pour la première fois, Ban remporte la médaille d'or lors d'un tournoi à Daegu. En avril 2023, Ban, qui fréquente désormais le lycée d'éducation physique de Daegu, remporte la médaille d'argent aux championnats nationaux des lycées féminins dans l'épreuve de carabine à air comprimé. Plus tard cette année-là, elle participe aux Championnats asiatiques jeunesse où elle gagne l'argent dans l'épreuve par équipe. En 2024, Ban participe aux sélections olympiques coréennes, « juste pour acquérir une certaine expérience en compétition ». Selon YNA, « son objectif initial était de rivaliser avec des tireurs vétérans cette année, puis de lutter pour une place dans l'équipe nationale pour la saison 2025. », elle finit par remporter la compétition par surprise, se qualifiant ainsi pour les Jeux olympiques d'été de 2024 dans les épreuves mixtes et individuelles en carabine à air comprimé de 10 mètres,.
Ban devient la plus jeune membre de l'équipe olympique sud-coréenne de 2024. Avant les Jeux, elle participe à la Coupe du monde ISSF 2024 : bien qu'elle ait terminé 42e au tournoi de Bakou, en Azerbaïdjan, elle participe ensuite au tournoi de Munich, en Allemagne et remporte une médaille d'argent dans l'épreuve individuelle en carabine à air comprimé de 10 mètres. Lors des qualification des Jeux en carabine à air comprimé individuelle de 10 m, Ban établit le record olympique avec un score de 634,5, lui assurant une place en finale. Lors de la finale, elle égale son record olympique pour rafler l'or devant la Chinoise Huang Yuting et la Suissesse Audrey Gogniat.